# Een kasteel van been
Een kasteel van been (Engelse titel: Castle of bone) is een fantasyroman uit 1972 van de Britse schrijfster Penelope Farmer. Het origineel werd uitgebracht door uitgeverij Chatto & Windus in Londen. De Nederlandstalige versie werd uitgegeven door Uitgeverij Het Spectrum in de Prisma Pocketsreeks onder catalogusnummer 1631. Die uitgeverij gaf hoog op van de auteur met de melding dat ze “sterk de aandacht trok” in Het Verenigd Koninkrijk en de Verenigde Staten. De Nederlandse pers besteedde er geen aandacht aan. Het is voor zover bekend het enige boek van Farmer dat naar het Nederlands vertaald is.

## Synopsis
De jongen Hugh moet zijn kamer opruimen, maar heeft geen kasten. Samen met zijn vader koopt hij in een tweedehandswinkel een kast, die een wonderlijke eigenschap heeft. Alles wat er in geplaatst wordt verandert na het sluiten van de deuren in een vroegere versie daarvan. Zo horen de kinderen Hugh, Jean, Anna en Penn een enorm gerommel in de kast als zij er een portemonnee in leggen; bij opening van de deuren schiet er een varken uit, die ook meteen de benen neemt; de kinderen verbijsterend achter zich latend. Het verhaal van de kast wordt vermengd met (droom-)beelden die Hugh krijgt van een kasteel van been. Alles komt samen wanneer Penn per ongeluk in de kast valt en eerst terugkeert als peuter en later als baby. De drie kinderen stappen met Penn de kast in om het raadsel te ontrafelen.

## Vertaling
De vertaling was in handen van Elisabeth (Lies) Andres (1915-1994). Zij had allerlei beroepen maar werd in de jaren 80 enigszins bekend vanwege haar daad tijdens Tweede Wereldoorlog. Ze verbleef toen in Hengelo en bood daar in de kerstnacht 1944 onderdak aan vier geallieerde piloten. De pers en televisie schonk er aandacht aan. Haar overlijdensadvertentie meldde dan ook: "Honorary member of the Americain Allied Forces Escape and Evasion Society".